# 丹寧日
丹寧日（英語：Denim Day）每年4月最後一個周三為丹寧日， 是個鼓勵人們穿上牛仔褲喚起強暴與性侵相關意識的活動。

## 背景
在1992年的羅馬，一名45歲的駕訓班教練被指控，在上課時，唆使一名18歲的女孩到郊外，強暴了她一個小時，並對她做出死亡威脅，表示如果她告訴任何人，他將會殺了她。那天晚上受害者向她的父母哭訴，她的父母同意協助她提出告訴。雖然被指控的強暴者遭到定罪和判刑，但義大利最高法院在1998年推翻了此一定罪，因為受害者穿著非常緊身的牛仔褲，強暴者辯稱是她的自己脫下牛仔褲，因此是合意的性行為（「因為受害者身穿牛仔褲非常緊，她必須幫助他脫下牛仔褲...它不是強暴而是合意的性行為」）。意大利最高法院在其判決中表示：「這是一個共同經驗的事實，如果沒有穿著牛仔褲的人的積極合作，幾乎不可能脫下緊身牛仔褲。」  直到2008年，另一宗加害人同樣強調被害人「穿著緊身牛仔褲不可能被性侵」的案件，法官以「牛仔褲不能與任何形式的貞操帶相比」為由，認定被告性侵罪名成立。至此對強暴控訴不再有「牛仔褲可以抵禦強暴」的說法。

## 回響
這一判決引發了廣大的抗議。判決確定之後的第二天，女性在意大利議會穿牛仔褲抗議，並舉著標語：「牛仔褲：強暴的藉口」。作為指標，加利福尼亚州参议院和加利福尼亚州众议院也開始效仿。不久之後，洛杉磯針對女性侵犯委員會執行主任（現在的「和平大於暴力」組織）使得丹寧日成為年度盛事。 截至2011年4月，至少有美國20個州正式肯認了丹寧日。在這一天穿牛仔褲已成為抗議強暴迷思的國際象徵。

## 響應行動
在台灣，2017年由現代婦女基金會開始響應丹寧日，結合「性同意權only YES means YES」觀念，並設定年度主題，為台灣第一個響應的非營利組織。
- 2017年主題為「沒有同意就是性侵[4]」
- 2018年開始大規模響應，由藝術家曲家瑞代言，主題「穿著由我，騷擾止步[2]」，呼應丹寧日，並邀請實踐大學服裝設計系設計公益周邊，強調穿著不能成為性暴力的藉口。
- 2019年由藝人黃遠、梁妍熙、梁心頤代言，主題「用支持取代批判[5]」，表達反對責備被害者的聲音，要求追究加害者責任，為終止性暴力倡議。

∗ 2020年由藝人安心亞代言，主題為「停止責備 陪伴傾聽」，呼籲大眾停止責備被害人，也希望能做到陪伴傾聽，溫柔接住每一個性創傷故事。
- 2021年由藝人安心亞、吳可熙代言，主題為「展開復原心旅程」[7]，呼籲大眾從理解、體會被害人困境開始，進而成為友善的陪伴者，成為復原力的一份子。

## 資料來源
- Maher, Sean. "Denim Day brings big push for sexual assault awareness（页面存档备份，存于）", InsideBayArea.com. 23 Apr. 2009. Bay Area News Group. 26 Apr. 2009
- Denim Day Attempts Prevention and AwarenessArchive.today的存檔，存档日期2011-07-13, Valley Star - Apr 29, 2009
- SAFE in Hunterdon's Denim Day, New Jersey Monthly - Apr 26, 2009.
- The Herald (Glasgow) Archive.today的存檔，存档日期2013-01-31 archived.
- The Los Angeles Times（页面存档备份，存于） archived.

## 外部連結
- 丹寧日官網（页面存档备份，存于）
- 現代婦女基金會 丹寧日：用支持取代批判 （页面存档备份，存于）